# Zweden op het Eurovisiesongfestival 1958
Zweden maakte zijn debuut op het Eurovisiesongfestival 1958, gehouden  in Hilversum, Nederland. 

## Selectieprocedure
Alice Babs was geselecteerd door Sveriges Radio om haar land te vertegenwoordigen. Het lied Lilla stjärna (Kleine ster) was oorspronkelijk getiteld Samma stjärnor lysa för oss båda (Dezelfde sterren stralen voor ons beiden), maar de zangeres was het daar niet mee eens en het lied werd herschreven. De schrijfster van het lied, Åke Gerhard, was hier niet blij mee en hij wilde ook niet dat het lied zou worden uitgebracht. Pas na veertig jaar werd het lied op cd uitgebracht.

## In Hilversum
Het festival werd gehouden op 12 maart. Zweden trad op als vijfde van tien deelnemers, na Luxemburg en voor Denemarken. Na de stemming had Zweden 10 punten ontvangen, goed voor een vierde plaats.
België · Denemarken · Frankrijk · Italië · Luxemburg · Nederland · Oostenrijk · West-Duitsland · Zwitserland · Zweden
1958 · 1959 · 1960 · 1961 · 1962 · 1963 · 1964 · 1965 · 1966 · 1967 · 1968 · 1969 · 1970 · 1971 · 1972 · 1973 · 1974 · 1975 · 1976 · 1977 · 1978 · 1979 · 1980 · 1981 · 1982 · 1983 · 1984 · 1985 · 1986 · 1987 · 1988 · 1989 · 1990 · 1991 · 1992 · 1993 · 1994 · 1995 · 1996 · 1997 · 1998 · 1999 · 2000 · 2001 · 2002 · 2003 · 2004 · 2005 · 2006 · 2007 · 2008 · 2009 · 2010 · 2011 · 2012 · 2013 · 2014 · 2015 · 2016 · 2017 · 2018 · 2019 · 2020 · 2021 · 2022 · 2023 · 2024 · 2025